# Рон Пол
Роналд Ърнест „Рон“ Пол (на английски: Ronald Ernest "Ron" Paul) е американски лекар, писател, политик и дългогодишен член на Конгреса на САЩ от републиканската партия от щата Тексас. Кандидатира се два пъти за президент, веднъж през 1988 година от името на либертарианската партия и отново през 2008 година в предварителните избори на републиканската партия. През юли 2011 г. обявява своето намерение да се кандидатира отново през 2012 година. Той е кандидат за президент на изборите през 2012 година. Той е известен критик на американската външна и монетарна (парична) политика и често е наричан „Доктор Не“ заради отказа му да гласува закони, освен ако те не са „изрично позволени от конституцията“. Рон Пол има широка подкрепа сред консервативните среди и за две поредни години (2010 и 2011) е избиран за кандидат на „Консервативната политическа конференция“. Женен, има пет деца.

## Политически позиции
Рон Пол е описван като консерватор, конституционалист и либертарианец. Като критик на американската външна политика, Рон Пол се обявява против войната в Ирак и подкрепя идеята за ненамеса, само едната част на изолационизма. Той подкрепя идеята за свободни пазари и търговия по със света. Той е за излизането на Съединените щати от организации като НАТО, СТО, ООН, МНС и др., които според него намаляват американския суверенитет. Икономически той подкрепя капитализма и е за по-ниски разходи и по-малка намеса на държавата в икономиката, както и за намаляване на данъците.
В сферата на гражданските свободи Рон Пол подкрепя основните граждански свободи описани в Конституцията на САЩ (на религията, на словото, на личността, на правото за притежаване на оръжие). Не подкрепя Патриотичния акт, който според него намалява личната свобода в Америка.